# Лапутин, Николай Петрович
Николай Петрович Лапутин (укр. Микола Лапутін; 6 [19] декабря 1913, Киев, — 8 февраля 1986, там же) — советский тяжелоатлет, многократный призёр чемпионатов СССР, призёр чемпионата Европы (1947). Установил 2 рекорда СССР (оба в жиме). Заслуженный мастер спорта СССР (1950). Заслуженный тренер Украинской ССР (1962). Судья всесоюзной (1949) и международной (1955) категорий. Награждён орденом Красной Звезды, двумя орденами «Знак Почёта» и медалями.

## Биография
Родился 6 (19) декабря 1913 года в Киеве.
Начинал заниматься тяжёлой атлетикой в Государственном институте физической культуры Украины, который окончил в 1940 году.
В 1941 году с началом Великой Отечественной войны был призван в ряды Красной армии, участвовал в обороне Севастополя. В 1943 году был демобилизован и возобновил тренировки.
В период с 1943 по 1953 года входил в число ведущих советских атлетов тяжёлого веса, семь раз становился призёром чемпионатов СССР. В 1947 году был включён в сборную страны на чемпионате Европы в Хельсинки и завоевал бронзовую медаль этих соревнований.
После завершения спортивной карьеры занимался научной, преподавательской и общественной деятельностью. В 1959—1971 годах был ректором Киевского государственного института физкультуры, а с 1972 года — доцентом кафедры тяжёлой атлетики КГИФКа. Параллельно на протяжении многих лет входил в президиум Федерации тяжёлой атлетики Украинской ССР, возглавлял республиканскую коллегию судей. Известен также как автор или соавтор нескольких методических пособий по физической культуре и спорту.
Умер 8 февраля 1986 года в Киеве. Похоронен на Байковом кладбище.

## Семья
Сын Николая Петровича — Анатолий Николаевич Лапутин, пошёл по стопам отца и также занимался тяжёлой атлетикой и научной деятельностью в сфере биомеханики и кинезиологии спорта. Как и отец занимался преподавательской деятельностью на кафедре тяжёлой атлетики в КГИФК.
Внучка Николая Петровича — Лапутина Юлия Анатольевна, долгое время служила в Службе безопасности Украины и была удостоена звания генерал-майор. С 18 декабря 2020 года она была назначена на должность министра по делам ветеранов Украины.

## Награды
- 2 ордена «Знак Почёта» (27.04.1957, за успехи, достигнутые в деле развития массового физкультурного движения в стране, повышения мастерства советских спортсменов, и успешное выступление на международных соревнованиях; 15.09.1961, за большие заслуги в подготовке специалистов и развитии науки)